# Moorbad Neydharting
Das Moorbad Neydharting ist ein österreichisches Kur- und Rehabilitationszentrum am Rande des Neydhartinger Moors in der Marktgemeinde Bad Wimsbach-Neydharting.
Das Gebäude-Ensemble ist teilweise in Anlehnung an den Jugendstil erbaut.
Das besonders für die Behandlung von Erkrankungen des Stütz- und Bewegungsapparates empfohlene Moorbad wurde 2001 generalsaniert. 2007 erfolgte die Erweiterung um eine Rehabilitationsklinik für Diabetes und Stoffwechselerkrankungen.
Die zum Moorbad führende Straße ist nach dem langjährigen Eigentümer des Moorbades, Otto Stöber, benannt.

## Geschichte
Ein Moorbad in Neydharting wird bereits um 1050 erwähnt. 1264 befand sich dieses im Besitz des Habsburger Kaisers Rudolf I. 1364 scheint es erstmals in Urkunden vom Stift Lambach auf.
Paracelsus soll 1525 im Neydhartinger Moor seine Quintessenz gefunden haben.
Als besonders prominente Gäste des Moorbades sind zu erwähnen:
- Johannes Kepler arbeitete als Gast des Schlosses an seiner Harmonices Mundi.
- Kaiser Napoleon I. besuchte 1800 die einzige Tochter des französischen Königs Ludwig XVI., Marie Thérèse Charlotte(1778–1851).

Das Kurhaus Villa Anna wurde um 1750 errichtet, das Steinerne Bad entstand 1810. Nach 1834 profitierte das Moorbad Neydharting durch seine Lage von der Pferdeeisenbahn Budweis–Linz–Gmunden.
1943 erwarb Otto Stöber das Bauern-Badl, gründete dort 1945 ein Moorforschungsinstitut, entwickelte den Heilmoor-Schwebstoff, die Heilmoor-Trinkkur und die medizinische Moor-Ganzheits-Theorie. 1954 wurde das Stiftungshaus und 1959 das Paracelsushaus errichtet und 1971 das erste Rund-Hallenbad Österreichs eröffnet.
1954 beschloss die Marktgemeinde Wimsbach die Erweiterung ihres Namens und nennt sich seither Bad Wimsbach-Neydharting. Das 1982 verliehene Gemeindewappen nimmt mit dem darin enthaltenen Badeschaff und dem darauf befindlichen schwarzen Drudenfuß ebenfalls auf das Moorbad Bezug.
1989 bis 2001 wurde das Moorbad von einer Betreibergesellschaft eines Konzerns im Besitz von Stephan Wagner generalsaniert und nach der Errichtung eines weiteren Gebäudes 2007 (Sonnenhaus) das Angebot des Gesundheitszentrums um eine Rehabilitationsklinik für Diabetes und Stoffwechselerkrankungen erweitert.
Das Gesundheitszentrum gehört zu einem aus 15 Einrichtungen bestehenden Konzern mit 2000 Betten und 1000 Mitarbeitern.

## Beschreibung
Moorbad und Reha-Klinik in Neydharting verfügen gemeinsam über 131 Zimmer. Das Gesundheitszentrum befindet sich westlich von Bad Wimsbach-Neydharting unmittelbar am Rand des Neydhartinger Moores. Das Areal ist mit dem öffentlichen Bus erreichbar. Es besteht aus:
- Kurhaus mit Gästezimmern, Anlagen für die Moorbehandlung und Ordinationen im ersten Stock sowie Küche, Restaurants und Aufenthaltsräume im Erdgeschoß
- Paracelsushaus mit Gästezimmern, Kapelle, Gymnastikraum und Vortragssaal.
- Stiftungshaus mit Diätküche und Vortragsräumen
- Sonnenhaus mit Rezeption, Gästezimmer, Ordinationen und Aufenthaltsräumen
- Weitere Gebäude dienen der Versorgung des Betriebes (Wäscherei, Lagerräume etc.)

Im Zentrum der Anlage befindet sich ein öffentliches Rund-Hallenbad mit beheiztem Freischwimmbecken und einer Sauna, die sowohl von den Gästen des Moorbades und der Reha-Klinik als auch von der örtlichen Bevölkerung genutzt werden können. Weiters können dort einige Fitness-Geräte benutzt werden.

### Moorbad
Das Heilmoorbad kann auf eine lange Tradition der Therapien mit dem Heilmoor verweisen, die vor allem für den Bewegungsapparat langfristig gesundheitsfördernd sind. Die Wirksamkeit der Zusammensetzung des Moorschlamms und des Moorwassers wurde wissenschaftlich untersucht, ist aber im Zusammenhang mit Vertriebsaktivitäten seit den 1960er-Jahren nicht unumstritten.

### Rehabilitationsklinik
Die Reha-Klinik für Stoffwechselerkrankungen hat sich auf die Behandlung von Patienten mit Diabetes und Adipositas spezialisiert. Neben der Vermittlung des theoretischen Wissens erfolgt vor allem die Einübung der praktischen Anwendung der Kenntnisse im Alltag der Patienten zur Erzielung eines möglichst nachhaltigen Behandlungserfolges.

### Produkte
Diverse Produkte, die unter Beimengung von aus dem Neydhartinger Moor gewonnenen Substanzen produziert werden, sind in Drogeriemärkten erhältlich.